# 아이자와 다다히로
아이자와 다다히로(あいざわ ただひろ、相澤 忠洋, 1926년(다이쇼 15년) 6월 21일 - 1989년 5월 22일)는 일본의 고고학자이다. 
낫토 등의 행상을 하면서 독학으로 고고학 연구를 벌였고, 패전 뒤인 1949년 군마현(群馬県) 닛타 군(新田郡) 가사카케 촌(笠懸村, 현 · 미도리 시)의 (이와주쿠 유적)의 간토 롬 층에서 흑요석으로 만들어진 뗀석기를 발견했고, 그때까지 부정되어 오던 일본 열도의 구석기 시대의 존재를 증명했다.

## 업적

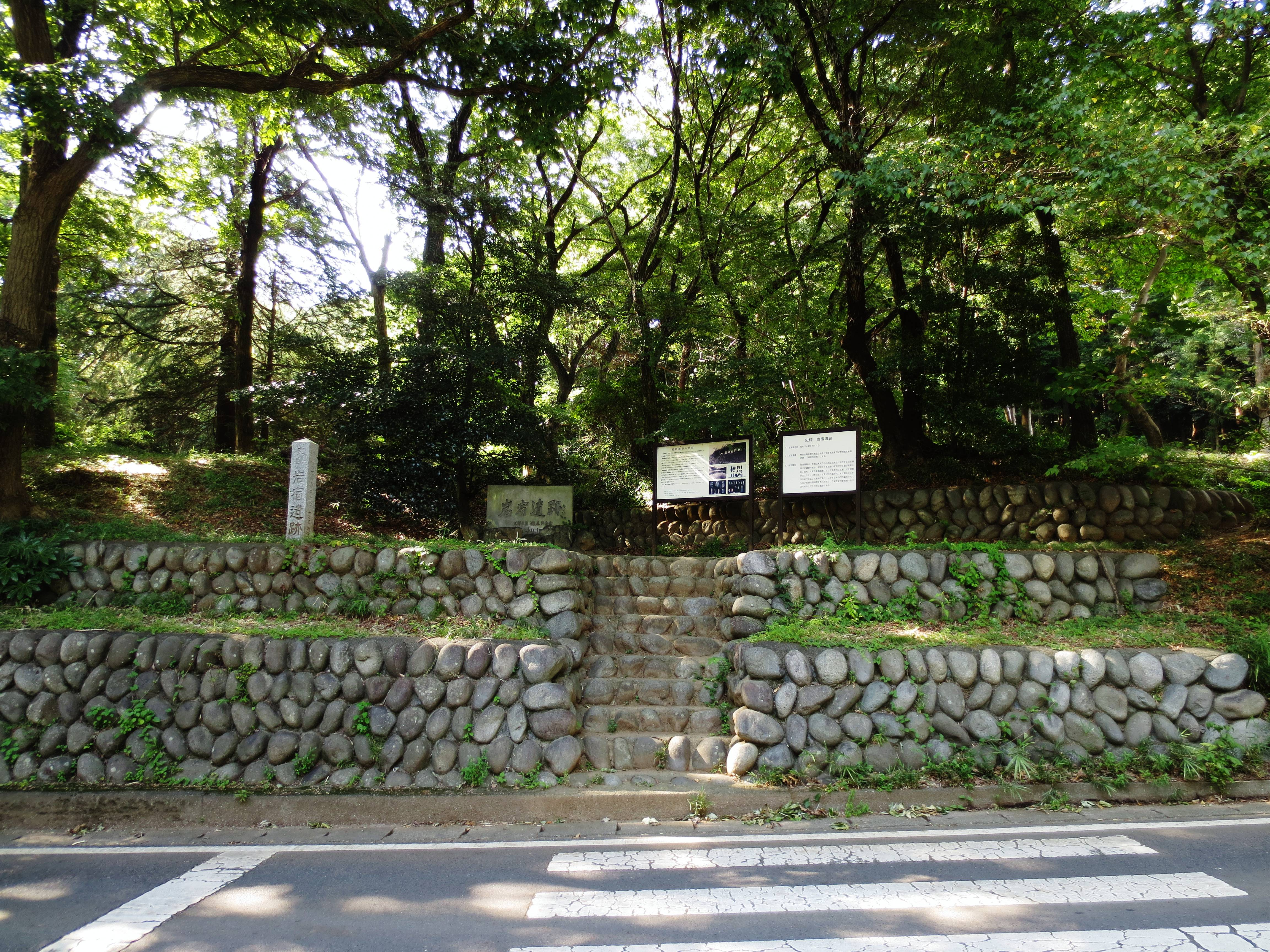
사적·이와주쿠 유적

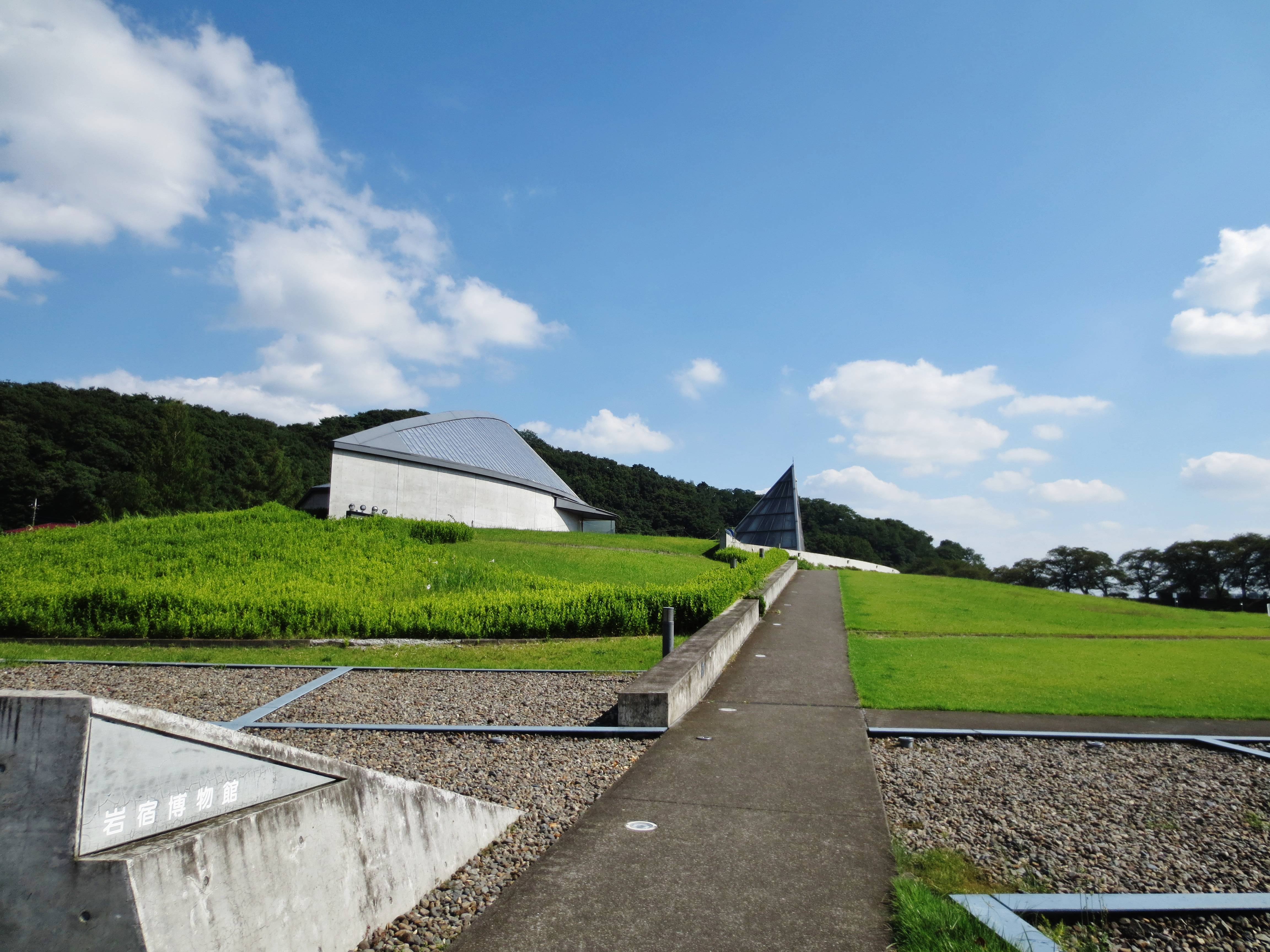
이와주쿠 박물관

1949년 이전, 일본에 있어서의 인류의 역사는 조몬 시대부터라고 여겨졌고, 구석기 시대의 존재는 부정되고 있었다. 특히 화산재가 퇴적한 간토 롬 층의 연대는 격렬한 화산 분화 때문에 인간이 생활할 수 있는 자연 환경이 아니었다고 여겨져서, 나오라 노부오 등에 의한 구석기 발견 보고는 있었지만, 격렬한 비판을 듣곤 했다.
그러한 시대 배경 속에서, 1946년, 아이자와는, 이와주쿠의 절개된 간토 롬 층의 노두 단면으로부터, 석기(잔석기)와 닮은 돌 조각을 발견했다. 다만 구석기로 단정하기까지는 이르지 않고, 확실한 구석기를 채취하기 위해, 아이자와는 이와주쿠에서의 발굴을 독자적으로 계속해 갔다.
1949년(쇼와 24년) 여름, 아이자와는 이와주쿠의 관동 로옴층 중에서 분명히 인공품으로 인정되는 창선형석기(흑요석으로 만든 첨두기 즉 찌르개)를 발견했다. 아이자와는 이와주쿠의 잘려나간 절벽면에서 채취한 석기와 돌 조각을 들고 고고학자를 찾아가 적토에서도 석기가 출토될 수 있다는 사실을 설명하고 다녔지만, 아이자와의 설명을 제대로 들어주는 학자는 없었다. 이 설명을 위해 아이자와는 기류에서 도쿄까지의 거리를 자전거로 오갔다.
같은 해 초가을, 이 석기를 아이자와로부터 받아 보게 된 메이지 대학 학부생(당시) 세리자와 초스케(芹沢長介)는, 동 대학 조교수(당시) 스기하라 쇼스케(杉原荘介)에 연락해, 아이자와가 찾아낸 흑요석제의 양면 조정 찌르개나 소형 돌칼 등의 석기를 보여 주었다. 적토 속에서 이러한 석기가 출토되었다는 점의 중대성을 알아차린 스기하라는 같은 해 9월 11일 - 13일, 이와주쿠 현지에서, 스기하라, 세리자와, 오카모토 오사무(岡本勇), 아이자와 등 6명이 소발굴(본 조사에 앞선 예비 조사)을 실시했다. 11일 당일 많은 비가 내리는 가운데서도 발굴에 파고든 끝에, 스기하라의 손에 의해 달걀 모양의 구석기가 발굴되었다. 훗날 날 부분 간돌도끼(刃部磨製石斧)라고 명명된다. 9월 20일 도쿄로 돌아온 스기하라는 이 발굴 결과를 일본의 주요 신문에 발표했다.
그 후, 같은 해 10월 2일부터 10일에 걸쳐, 스기하라를 대장으로 하고 메이지 대학을 중심으로 한 발굴 조사대가 이와주쿠 유적의 본격적인 발굴을 실시했다. 그 결과, 구석기의 존재가 확인되고, 조몬 시대보다 더 이전에 토기나 돌촉을 수반하지 않는 석기 문화가 일본 열도에 존재했었다는 것이 확실한 사실이 되어, 일본 열도의 구석기 시대의 존재가 증명되게 되었다. 또한 일본 열도의 인류사의 시작도 순식간에 1만 년 전이라는 갱신세로 거슬러 올라갔다.
그러나 당시 이 중대한 발견에 대해 일본 학계나 언론 모두 아이자와의 존재를 거의 무시했다. 메이지 대학 편찬의 발굴 보고서에서도, 아이자와의 공적은 일체 무시되고 단순한 '조사 안내 및 알선자' 취급했으며, 구석기 시대의 발견은, 모두 발굴 조사를 주도한 스기하라 초스케의 공적으로서 발표했다. 게다가 아이자와에 대해 학계의 일부나 현지 주민으로부터 이름을 팔고 다녔다느니, 사기꾼이라느니 사실무근의 비방 · 중상이 아이자와에게 가해졌다. 이 무렵 일본의 향토사학계는 현지의 부유층(대지주, 대상인, 농장주 등 이른바 단나슈旦那衆)과 식자층(교원, 의사, 공무원 등) 등으로 구성되어 있었고, 이와주쿠 유적이 존재한 일본 북간토 지역도 예외는 아니었다. 때문에 학력도 재산도 없었던 아이자와의 공적을 낮춰 보면서 '장돌뱅이 주제에' 등으로 멸시하고 그의 공적을 부정하는 경우도 있었다고 한다.
하지만 아이자와의 고고학에 대한 열정은 식지 않았고, 꾸준한 연구 활동을 계속해 수많은 구석기 유적을 발견했다. 점차 아이자와에 대한 부당한 비판은 사라져, 일본의 구석기 시대의 존재를 발견한 고고학자로서 정당한 평가가 드디어 이루어지고, 1967년 아이자와는 제1회 요시카와 에이지 문화상(吉川英治文化賞)을 수상했다. 이와주쿠 유적이 발견되고 18년 후의 일이었다. 만년에 이르러 아이자와는 일본에서 가장 오래된 구석기를 찾아 나쓰이도 유적(기류 시)의 발굴에 힘을 쏟았다. 
1989년 5월 22일, 아이자와 다다히로는 기류 후생 병원에서 뇌내출혈 재발로 오전 7시 38분 사망, 기류 시(桐生市) 야쿠오지(薬王寺)에 잠들었다. 아이자와가 사망한 당일 훈5등 서보장(瑞宝章)이 일본 정부로부터 아이자와에게 수여되었다. 11월 5일, 가사가케 촌으로부터 아이자와에게 명예촌민 제1호의 칭호가 증정되었다.

## 생애
- 1926년(다이쇼 15년), 도쿄 하네다(羽田)에서 태어났다.
- 1934년(쇼와 9년), 가마쿠라 시로 이사. 이때 고고학에 흥미를 갖게 되었다.
- 1935년(쇼와 10년), 부모가 이혼했다. 그 후 아버지와 함께 군마현 기류로 이주하였지만 얼마 지나지 않아 소승봉공(小僧奉公)으로 나가게 되어 고독한 처지가 되었다. 청년학교가 최종학력이 되었다.
- 1944년(쇼와 19년), 해병단에 입단하여. 구축함 「쓰」(蔦)에 탔다.
- 1945년, 패전과 함께 전쟁이 끝났고, 기류로 돌아왔다. 소년 시절부터의 고고학에 대한 관심은 끊어지지 않아, 고고학 연구의 시간을 절약하기 쉬운 소규모 간행물(나중에는 낫토)의 행상을 시작했고 행상을 하는 틈틈이[3] 아카기 산기슭의 각지에서 유적을 조사하거나 토기 · 석기를 채취한다.
- 1949년, 이와주쿠에서 발견한 석기가 구석기인지 감정받기 위해 도쿄로 갔고, 평생의 스승이 되는 세리자와 초스케(당시 메이지 대학 대학원생, 후의 도호쿠 대학 교수)를 만난다. 그 후, 아이자와는 세리자와로부터 고고학상의 조언을 얻기 위해, 종종, 기류에서 도쿄까지의 약 120km를 자전거로 당일치기 왕복하고 있었다.
- 1955년, 결혼.
- 1961년, 군마현에서 표창을 받음.
- 1967년, 요시카와 에이지 문화상 수상.
- 1972년, 우쓰노미야 대학에서 강사를 맡았다.
- 1973년, 아내 사망.
- 1977년, 아이자와 치에코(相沢千恵子, 후의 아이자와 다다히로 기념관 관장)와 재혼.
- 1989년, 사망. 훈5등 서보장을 수여받는다. 가사카케 촌으로부터 명예촌민 제1호 칭호 증정.
- 1991년, 아이자와 다다히로 기념관이 개관(명예 관장은 세리자와 초스케가 맡았다). 재야 고고학 연구자를 대상으로 한 아이자와 다다히로 상이 창설된다.
- 1992년, 아이자와 다다히로 기념관 후원회 설립.

## 저서
- 1969년 《'이와주쿠'의 발견-환상의 구석기를 찾아-》(「岩宿」の発見-幻の旧石器を求めて-) 고단샤
- 1980년 《적토에의 집념-이와주쿠 유적에서 나쓰이도 유적으로-》(赤土への執念-岩宿遺跡から夏井戸遺跡へ-) 고세이 출판사(佼成出版社)
- 1988년 《아카기 산기슭의 구석기》(赤城山麓の旧石器) 고단샤(세키야 아키라와의 공저)

### 내용주
1. ↑  아카시 원인(明石原人)이나 닐 고든 먼로 참조